# 쇼 다운 인 더 선
쇼 다운 인 더 썬(Showdown in the Sun)은 링 오브 오너가 주관하는 인터넷 페이퍼뷰로 2012년 3월 30일과 3월 31일 이틀에 걸쳐서 진행된 인터넷 PPV이다.